# 할레드 호세이니
할레드 호세이니(다리어·파슈토어: خالد حسینی, 영어: Khaled Hosseini, 1965년 3월 4일~)는 아프가니스탄 출신의 미국 작가이다.

## 생애

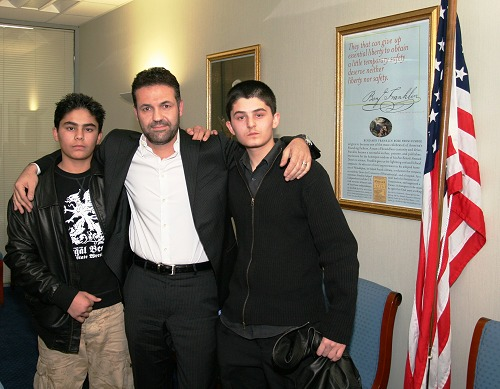
연을 쫓는 아이는 2007년 영화로 개봉됐다. 사진은 연을 쫓는 아이의 출연배우 바흐람과 Elham Ehsas와 함께 서 있는 호세이니.

호세이니는 아프가니스탄 카불에서 외교관 아버지와 고등학교 선생님인 어머니의 아들로 태어났다. 1970년에 그와 그의 가족은 아프가니스탄 대사로 일하는 아버지를 따라 이란의 테헤란으로 이주하였다가 1973년 다시 카불로 돌아온다. 1976년에는 파리로 이동하였다가 마침내 1980년 가족과 함께 미국으로 정치적 망명을 한다. 1984년 캘리포니아 산호세 고등학교를 졸업하고 샌디에이고에서 의학을 전공하였고, 1996년 로스엔젤레스의 시더사이나이 메디컬 센터 내과 레지던트 과정을 마쳤다.
의대 졸업 후, 캘리포니아에서 의사로 활동하는 틈틈이 소설을 써, 2003년 첫 소설 《연을 쫓는 아이》를 발표하면서 데뷔하였다. 그의 작품은 '퍼블리셔스 위클리'가 매년 미국에서 가장 영향력 있는 문학작품에 수여하는 푸시카트 상 후보에 오르기도 했다.
2007년 5월, 두 번째 소설 《천 개의 찬란한 태양》(A Thousand Splendid Suns)을 출간했다. 소련 침공, 군벌들 간의 내전, 탈레반 정권, 그리고 미국과의 전쟁 등 아프가니스탄의 비극적인 현대사와 그 전란의 소용돌이 속에 남겨진 여자들의 이야기를 그린 이 소설은 출간 전 예약판매를 시작하면서부터 아마존닷컴 종합 베스트 1위를 차지하며 큰 화제를 불러 일으켰다.
자신이 쓴 아프가니스탄에 관한 이야기에 많은 책임감을 느낀다는 호세이니는 독자들에게 그처럼 비참한 처지에 놓인 아프가니스탄 여성들에게 많은 관심을 가져줄 것을 당부하고 있으며, 현재 난민들을 돕기 위한 UN 전문기구인 UN Refugee Agency - UNHCR에서 활동중이다.

## 주요 작품
< 연을 쫓는 아이 >
연을 쫓는 아이(The Kite Runner)는 2003년 5월 29일 미국에서 발행된 할레드 호세이니의 첫 번째 장편소설이다. 2007년에 같은 이름의 영화로 만들어지기도 했다. 이 작품은 1973년의 군주제 폐지, 1979년의 소련의 침공, 탈레반 정권, 아프가니스탄 전쟁 (2001년 ~ 현재)에 이르는 아프가니스탄의 역사를 배경으로 하고 있다. 퍼블리셔스 위클리가 매년 미국에서 가장 영향력 있는 문학작품에 수여하는 푸시카트상 후보에 오르기도 했으며 2005년엔 베스트셀러로 등극되기도 했다.
<천 개의 찬란한 태양>
천 개의 찬란한 태양(A Thousand Splendid Suns)은 할레드 호세이니가 2003년에 쓴 데뷔작 연을 쫓는 아이에 이어 2007년5월 22일에 출판된 소설이다. 이 작품은 1960년대부터 2003년까지 격동적이었던 두 명의 아프간 여자에 초점을 맞추고 있다.
<그리고 산이 울렸다>
그리고 산이 울렸다(And the Mountains Echoed)는 할레드 호세이니가 2013년에 출간한 소설이다. 아프가니스탄의 한 가족을 초점으로 아프간의 역사와 가족사를 조명하는 작품이다.

## 전기와 중요 출처
- Booklist, 7, 2003, Kristine Huntley, 연을 쫓는 아이의 비평
- Kirkus 리뷰, 5/1, 2003, 연을 쫓는 아이의 비평
- 라이브러리 저널, 4/15, 2003, Rebecca Stuhr, 연을 쫓는 아이의 비평11/15, 2003, 마이클 아담스, 연을 쫓는 아이 비평 (오디오 용)

뉴욕 타임즈 서평, 8/3, 2003, 에드워드 하워, 연을 쫓는 아이의 비평
- Publishers Weekly, 5/12, 2003, 연을 쫓는 아이의 비평
- 학교 도서관 저널, 11, 2003, 페니 스티븐스, 연을 쫓는 아이의 비평
- Stuhr, Rebecca. Reading 할레드 호세이니. 산타 바바라, 칼리프: 그린우드 보도자료, 2009.
- 타임즈 (런던, 영국), 8/30, 2003, 연을 쫓는 아이의 비평

## 같이 보기
- 많이 팔린 픽션의 저자 목록